# استان پارورو
استان پارورو (به اسپانیایی: Provincia de Paruro) یک استان در پرو است که در منطقه کوسکو واقع شده‌است. استان پارورو ۱٬۹۸۴٫۴۲ کیلومتر مربع مساحت و ۳۲٬۲۴۴ نفر جمعیت دارد.